# Вяземців Микола Володимирович
Микола Володимирович Вяземців (27 липня 1863 — † ?) — полковник Армії УНР.

## Життєпис
Походив з дворян Катеринославської губернії. Закінчив 7-класну Харківську класичну гімназію, 1-й курс Харківського ветеринарного інституту. 26 жовтня 1885 р. вступив на військову службу однорічником 2-го розряду, служив у 63-му піхотному резервному батальйоні. Закінчив Чугуївське піхотне юнкерське училище за 1-м розрядом (1889), вийшов підпрапорщиком до 63-го піхотного резервного батальйону.
З 8 грудня 1889 р. — підпоручик 45-го піхотного Азовського полку (Старокостянтинів). 5 серпня 1905 р. був приділений до 129-го піхотного Бессарабського полку. 16 червня 1906 р. знов повернувся до 45-го піхотного Азовського полку.
Учасник Першої світової війни: помічник командира 45-го полку. Був нагороджений орденом Святого Георгія IV ступеня (10 листопада 1915 р, за бій 12 грудня 1914 р.), Георгіївською зброєю (10 листопада 1915). У 1917 р. — командир 419-го піхотного Аткарського полку. Останнє звання у російській армії — полковник.
У 1918 р. — командир 9-го (з 18 вересня 1918 р — 8-го) пішого Подільського полку Армії Української Держави, згодом — Дієвої армії УНР. З 24 березня 1920 р. — помічник начальника 3-ї Залізної дивізії Армії УНР.
У 1920-30-х рр. жив на еміграції в Польщі.
Подальша доля невідома.